# Edmund Kajdasz

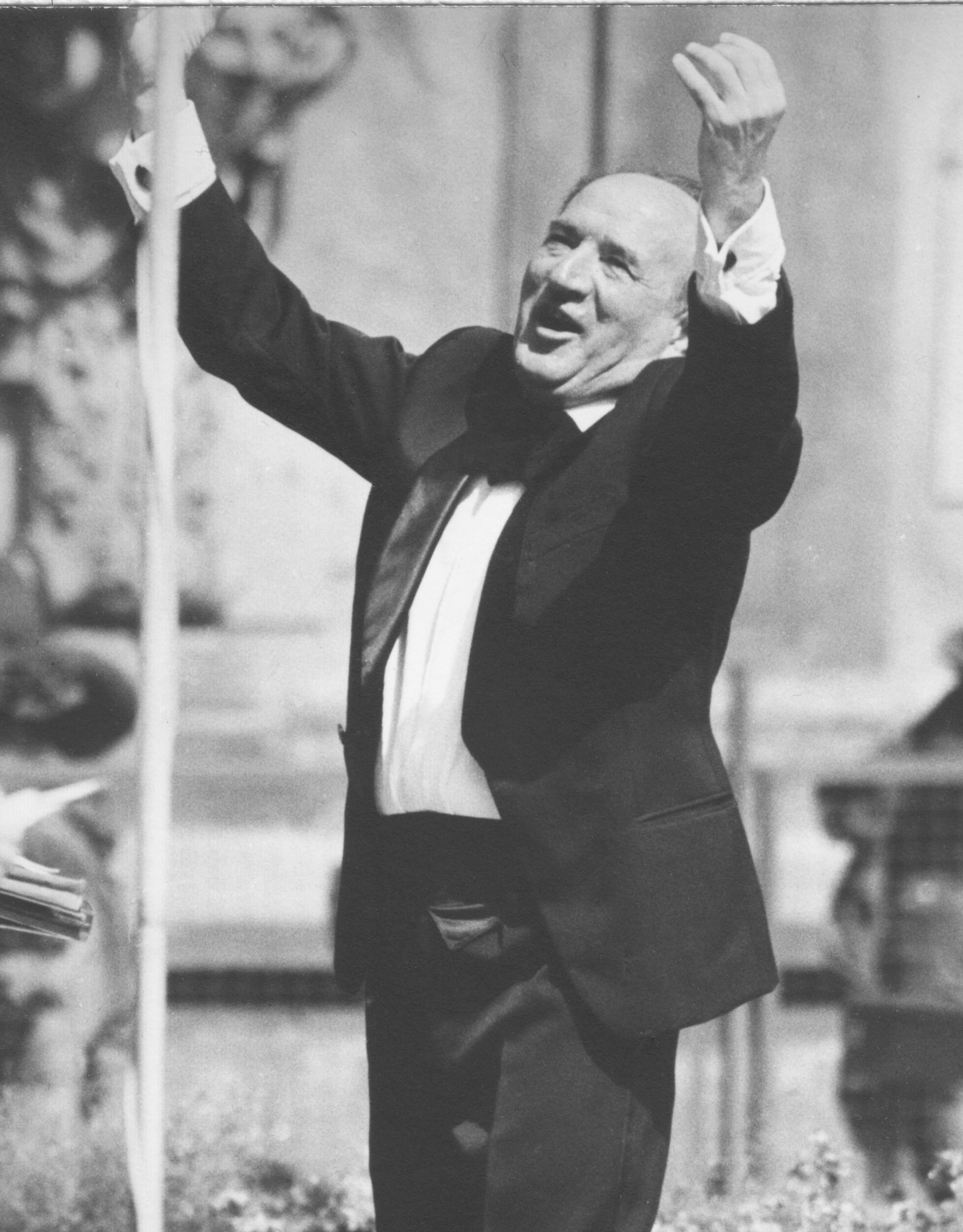
Edmund Kajdasz, 1986

Edmund Kajdasz (ur. 18 października 1924 w Poznaniu, zm. 16 stycznia 2009 w Trzebnicy) – śpiewak.

## Życiorys
Uczeń Gimnazjum św. Marii Magdaleny. Już jako dziecko śpiewał w poznańskim dziecięcym chórze radiowym. W tamtejszym chórze katedralnym pod dyrekcją księdza prof. dra Wacława Gieburowskiego otrzymał gruntowne wykształcenie wokalne i z tym znanym wówczas w Polsce zespołem odbył tournée w latach 1936–1939 po Niemczech i Francji. Na konkursie chórów katedralnych we Frankfurcie (1936) chór ks. Gieburowskiego uzyskał I nagrodę. We wrześniu 1939 r. chór miał wyjechać na amerykańskie tournée koncertowe, ale z powodu wojny do tego nie doszło. Pierwsze lekcje dyrygentury pobierał Edmund Kajdasz także u ks. Gieburowskiego.
W czasie okupacji został wywieziony w 1940 r. na przymusowe roboty do Berlina. Tam też pobierał naukę u prof. dra Józefa Kromolickiego (Polaka osiadłego w Niemczech). Po wojnie ukończył Poznańskie Liceum Pedagogiczne i rozpoczął pierwszą pracę dyrygencką. W Poznaniu w latach 1945–1946 prowadził chór chłopięcy II Drużyny Związku Harcerstwa Polskiego, który już w maju 1946 r. zajął I miejsce w konkursie chórów chłopięcych, pokonując wówczas m.in. chór Stefana Stuligrosza. W roku 1946 przeniósł się do Wrocławia, gdzie podjął pracę w tutejszym chórze operowym i równocześnie w redakcji muzycznej Polskiego Radia. Rok później (1947) zorganizował międzyszkolny chór chłopięcy, który odbywał próby w Szkole Podstawowej przy ul. Nowowiejskiej, przekształcony w 1948 r. w Chłopięcy Chór Polskiego Radia. Chór ten prowadził do 1957 roku i nagrał z nim wiele audycji z pieśniami i piosenkami dla dzieci, a także zrealizował dziesiątki koncertów we Wrocławiu i na terenie Dolnego Śląska.
Udzielał się też w Dolnośląskim Związku Śpiewaczym i Muzycznym, był członkiem jego Rady Artystycznej. W latach 1951–1952 przebywał na radiowym stypendium, doskonaląc swoje umiejętności u prof. dra Günthera Ramina w Leipziger Thomanerchor i u prof. Rudolfa Mauersbergera w Dresdner Kreuzchor oraz u prof. Hermanna Abendrotha w Weimarze. Studia eksternistyczne w zakresie dyrygentury (ukończone w 1957 r.) odbył u Adama Kopycińskiego we wrocławskiej PWSM.
Od 1951 r. objął funkcję kierownika artystycznego Chóru Wrocławskiej Rozgłośni PR. Prowadził ten zespół z przerwami do roku 1989. Po powrocie ze stypendium w roku 1952 przyjął propozycję ówczesnego księdza ordynariusza Kazimierza Lagosza założenia chóru chłopięcego przy Katedrze Wrocławskiej. Chór składający się ze 120 chłopców i 80 alumnów Wrocławskiego Seminarium Duchownego Edmund Kajdasz prowadził do 1958 roku. Przy pomocy muzykologa, przedwcześnie zmarłego ks. Leona Pęcherka, zorganizował 250 koncertów chóru w Katedrze, w innych kościołach wrocławskich (także na terenie ówczesnych województw: opolskiego, katowickiego, poznańskiego). W latach 1952–1958 zorganizował i prowadził Chór Dziewczęcy Polskiego Radia. Podjął także pracę chórmistrza zespołów chóralnych PPSM i PLM oraz PWSM (później Akademii Muzycznej) we Wrocławiu.
Następnie w latach 1958-1961 był dyrygentem chóru Ogniwo w Filharmonii Śląskiej w Katowicach, tam też prowadził chóry POSM i PLM, a także PWSM oraz siedemdziesięcioosobowy chór dziewczęcy w Rozgłośni Katowickiej Polskiego Radia. W tym samym czasie dyrygował chórami w Opolu oraz w Nysie. Po powrocie do Wrocławia w 1961 r. objął prowadzenie chórów PLM, PWSM i Szkoły Muzycznej im. Ignacego Jana Paderewskiego (szkoła mieściła się przy Podwalu 75, dyrektorem był wówczas Karol Załucki), gdzie stworzył chór chłopięcy Wrocławskie Skowronki. W roku 1966 z uczniów klas maturalnych PLM Edmund Kajdasz utworzył chór Cantores Minores Wratislavienses, z nim też odnosił największe sukcesy artystyczne. Nagrał 20 płyt długogrających z utworami, z których tylko nieliczne zostały później zarejestrowane przez polskie chóry. Zrealizował wiele programów telewizyjnych, odbył bardzo wiele koncertów w kraju (w tym we wszystkich dużych miastach Polski, wielokrotnie w Warszawie i Krakowie) i za granicą (kolejno: Czechosłowacja, Austria, NRD i RFN, Wielka Brytania, Francja, Włochy, Bułgaria, Turcja, Szwecja, Szwajcaria, ZSRR, Jugosławia, Izrael, Dania).
Z zespołem tym dyrygent koncertował w 1972 r. na festiwalu 25. Maj Muzyczny w Bordeaux (Francja), gdzie chór otrzymał Srebrny Medal, oraz na 2. Światowym Festiwalu Sztuki w Stambule w 1974 roku. W pierwszych latach funkcjonowania chóru Cantores Minores Edmund Kajdasz był nie tylko kierownikiem artystycznym i dyrygentem zespołu, ale prowadził również działalność organizatorską, był jednocześnie menedżerem, sekretarzem, a nawet bibliotekarzem.
W latach 1970–1977 prowadził Wrocławski Męski Chór Kameralny Cantilena. Z zespołem tym zdobył II nagrodę w Arezzo (Włochy) na Międzynarodowym Festiwalu Muzyki Polifonicznej, nagrał też płytę długogrającą, co na owe czasy było ewenementem w ruchu amatorskim. Oba kierowane przez siebie chóry: Cantores Minores (od 1971 r. do stycznia 1991 r.) oraz Cantilenę (1971-1976), prezentował w comiesięcznych koncertach w cyklu Muzyka i Architektura, którego, wraz z prof. Olgierdem Czernerem, był twórcą. W latach 1968–1980 prowadził założony przez siebie Chór Dziewczęcy PR Wrocławskie Skowronki Radiowe. W latach 1971–1976 kierował także chórem studenckim Uniwersytetu Wrocławskiego.
Edmund Kajdasz prowadził 23 chóry (w Poznaniu, Wrocławiu, Katowicach, Nysie, Opolu), nagrał łącznie 40 płyt długogrających, 20 z chórem Cantores Minores Wratislavienses, 3 z chórem męskim Wrocławia, 12 z Chórem Polskiego Radia, 5 z chórem dziewczęcym Wrocławskie Skowronki Radiowe. Do tego należy dodać wiele nagrań pojedynczych utworów, rozrzuconych na rozmaitych płytach. Zrealizował ponadto nagrania ponad 4000 utworów muzyki chóralnej dla fonoteki PRiTV ze wszystkimi chórami, które prowadził, dyrygował ponad 3000 koncertów publicznych (2500 koncertów na antenie PR i 30 programów TV w kraju i za granicą). Za swoją długoletnią działalność chórmistrzowską otrzymał wiele bardzo pochlebnych recenzji w kraju i za granicą. Wyrazem uznania dla pracy Edmunda Kajdasza są słowa innego wrocławskiego muzyka, który w latach siedemdziesiątych rozpoczynał swoją pracę w zakresie prowadzenia zespołu, znanego organisty Klemensa Kamińskiego: „Jest we Wrocławiu wielka sztandarowa postać. To Edmund Kajdasz. On specjalizował się w muzyce renesansowej, oczywiście wykonywał jeszcze utwory z innych epok, także współczesne, ale był przede wszystkim specjalistą od renesansu. Jego osobowość była tak silna, że wszyscy na niego patrzyli i wzorowali się na jego wykonaniach. Wszystkie zespoły, które działały we Wrocławiu, były odbiciem światła Edmunda Kajdasza”

## Ordery i odznaczenia
- Krzyż Oficerski Orderu Odrodzenia Polski (1984),
- Krzyż Kawalerski Orderu Odrodzenia Polski (1975),
- Złoty Krzyż Zasługi,
- Srebrny Krzyż Zasługi,
- Medal 10-lecia Polski Ludowej,
- Złoty Medal „Zasłużony Kulturze Gloria Artis” (2007),
- Odznaka Zasłużony Działacz Kultury,
- Honorowa Odznaka PRiTV.

Szereg odznaczeń regionalnych, jak:
- Budowniczy Wrocławia,
- Złota Odznaka Towarzystwa Miłośników Wrocławia

Jest laureatem licznych nagród artystycznych:
- dwukrotnie Prezesa Komitetu ds. Radia i Telewizji (1979, 1981),
- Nagrody Ministra Kultury i Sztuki,
- Nagrody Miasta Wrocławia w dziedzinie muzyki (1973),
- Nagrody Dolnośląskiego Związku Śpiewaczego i Muzycznego,
- Ars Christiana (1980)

Ta ostatnia nagroda przyznana została za kultywowanie muzyki sakralnej.
Zespoły chóralne prowadzone przez Edmunda Kajdasza
- 1945-46 Chór Chłopięcy II Drużyny Harcerskiej im. Kazimierza Wielkiego w Poznaniu 1946 Chór Opery Wrocławskiej
- 1947-51 Chór Chłopięcy Polskiego Radia
- 1951-58, 1961-73, 1978-89 Chór PRiTV (założyciel Władysław Oćwieja)
- 1952-58 Katedralny Chór Chłopięco-Męski
- 1952-57 Chór Dziewczęcy Polskiego Radia
- 1953-58, 1965-66 Chór PPSM, Chór PLM
- 1953-58, 1966-69,1972-84, 1992-94 Chór PWSM
- 1958-61 Chór Mieszany Ogniwo przy Filharmonii Śląskiej w Katowicach
- 1958-61 Chór POSM, Chór PLM (oba w Katowicach), Dziewczęcy Chór Rozgłośni Katowickiej PR
- 1959-65 Chór PWSM w Katowicach
- 1959-63 Opolskie Słowiki, chór chłopięcy przy Państwowej Orkiestrze Symfonicznej
- 1961-66[?] Chór Szkoły Muzycznej im. I.J. Paderewskiego
- 1963-65 Chór Dziewczęcy w Opolu
- 1964-65 Chór PSM I st. w Nysie
- 1964-67[?] Chór Mieszany Lutnia w Opolu
- 1966-91 Chór Kameralny Cantores Minores Wratislavienses
- 1968-80 Chór Dziewczęcy PR Wrocławskie Skowronki Radiowe
- 1970-79 Kameralny Chór Męski CANTILENA (Wrocław)
- 1972-76 Akademicki Chór Uniwersytetu Wrocławskiego (założyciel Mieczysław Matuszczak)